# Архитектура маори

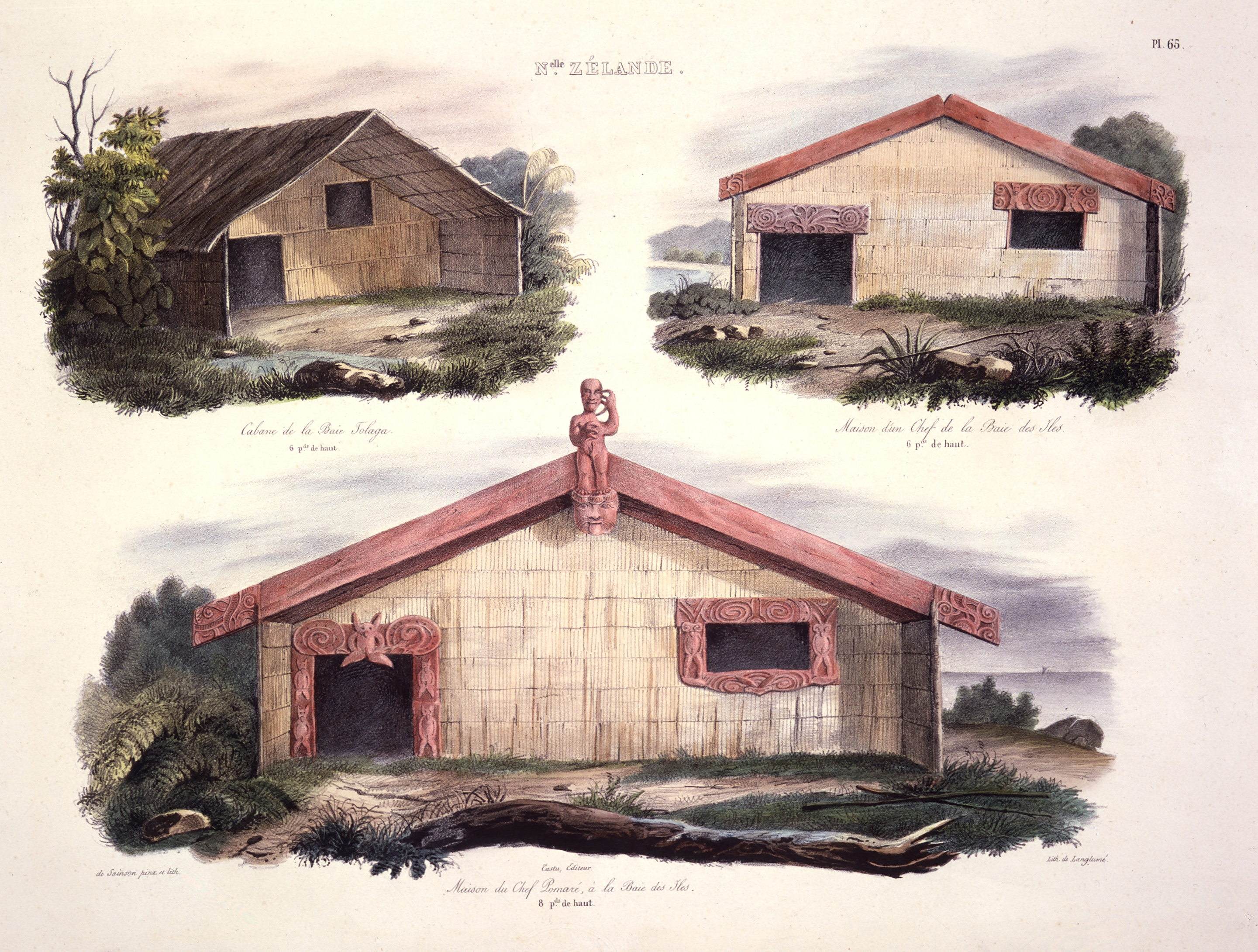
Жилые строения маори: шалаш и два дома, 1820-е

Архитектура маори — одно из традиционных искусств новозеландского народа маори. Здания, возводимые маори, пропитаны символизмом и зачастую богато украшены резьбой; с ними связаны суеверия и запреты в традиционной религии.

## Разновидности

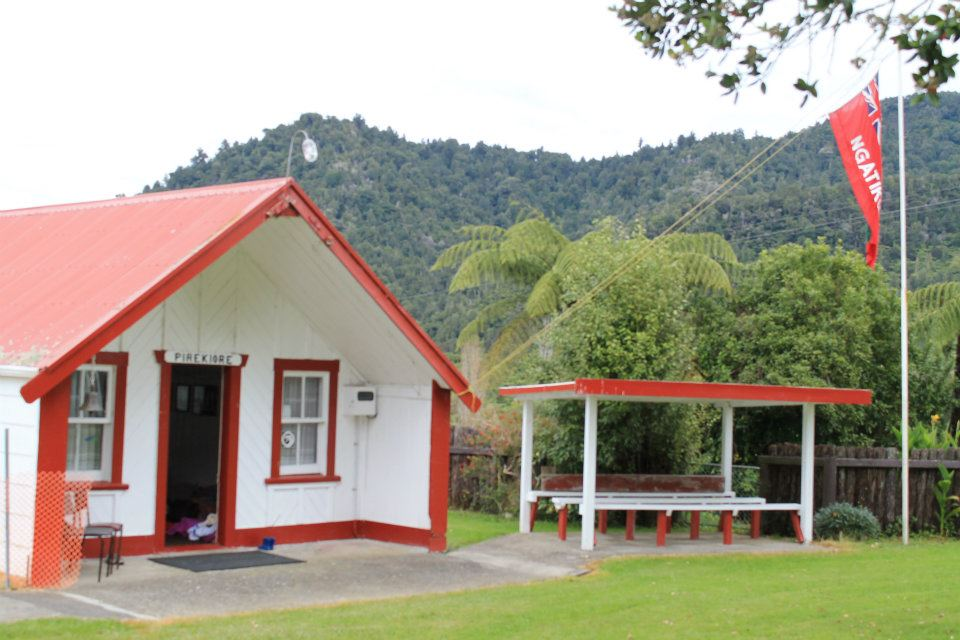
Современный фаренуи (слева) и столовая «фарекаи»

Маори строили разнообразные строения, жилые и нежилые. Главные разновидности жилых архитектурных сооружений маори — дома фаре (маори whare) и общинные дома фаренуи (маори wharenui; буквально «большой дом»), помимо них встречалось временное жильё (круглые и квадратные хижины, навесы) и нежилые отдельно стоящие столовые (маори wharekai; буквально «дом еды») и складские помещения типа амбаров для продуктов питания под названием «патака» (маори pātaka). Кухни и временное жильё не украшались и не несли особого символического смысла, ввиду чего представляют мало интереса для исследователей. Слово «фарепуни» (маори wharepuni) означает «гостевой» или «общинный дом», его использовали до XIX века вместо «фаренуи». Термин «фаре-факаиро» (маори whare whakairo) буквально переводится как «резной дом» и не является отдельным видом строения, хотя это слово часто используется как синоним слова «фаренуи».

### Жилые здания

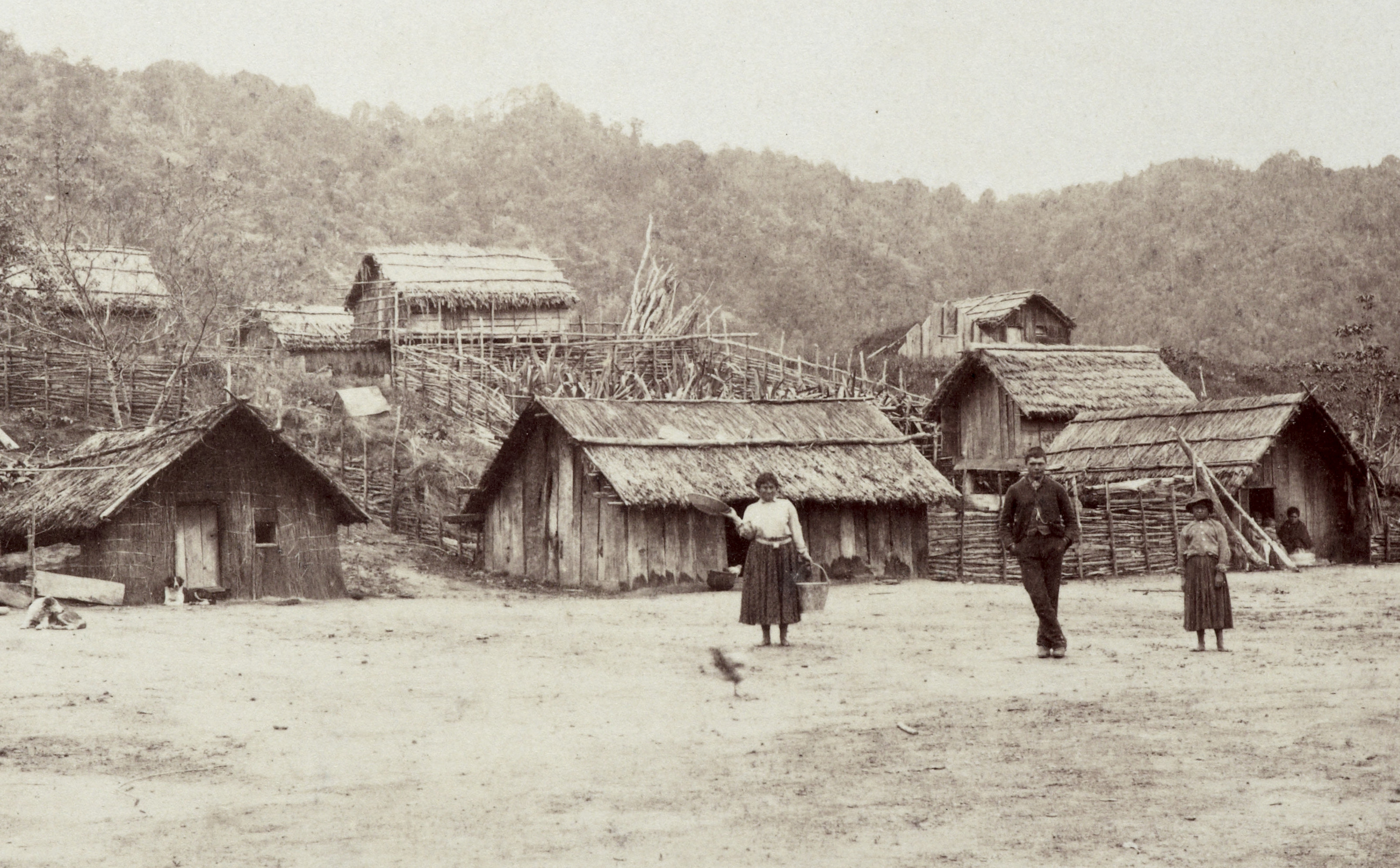
Деревня маори, 1890-е

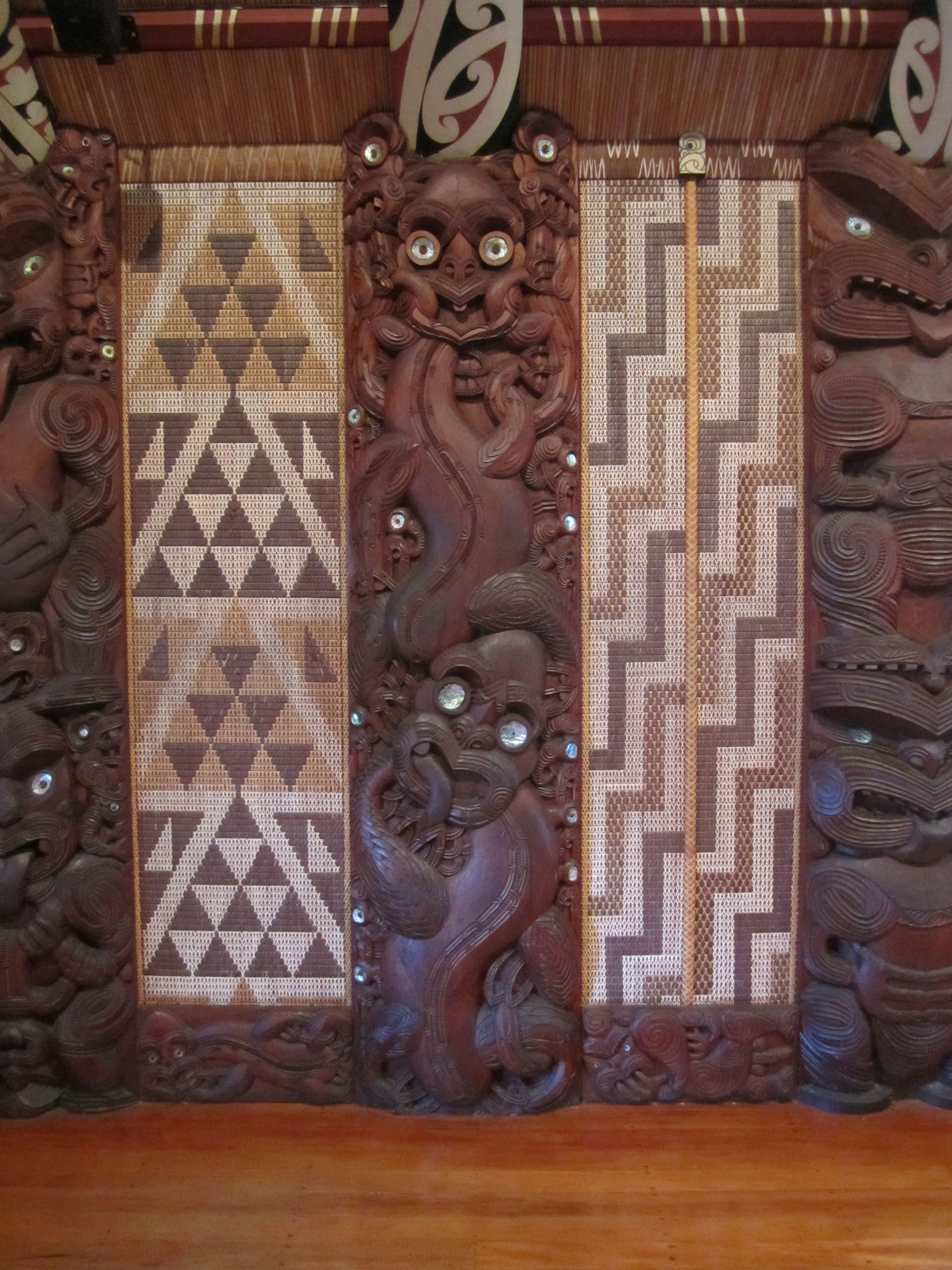
Поупоу (резные пилястры) и тукутуку (плетёные панели)

Характерные черты жилых строений маори — маленькая дверь, удлинённая двускатная крыша, формирующая своего рода крыльцо (маори mahau) вместе со стенами, очаг в центре и спальные места вдоль стен. Дверь всегда расположена либо справа, либо в центре здания, единственное окно находится слева, в случае, если окон два, они располагаются с обеих сторон от двери. Над дверью помещается табличка с названием дома. Пол устилают маты из новозеландского льна (маори whariki) или ковры.
Дома часто именовали, обычно в честь предка или некого события, причём маори считали, что строения (и все прочие изображения), воплощающие некого человека, является частью самого́ человека, ввиду чего ещё в середине XIX веке предложения европейцев о приобретении скульптурных портретов предков отвергались ими с негодованием. Примером здания, названного в честь события, может быть дом «Забытая вражда» (маори Te Riri ka wareware), построенный вождём Те Хеухеу в начале XIX века.
Размер жилых зданий разнился, дома вождей почти всегда были больше домов остальных членов племени, иногда в два-три раза. Кроме того, размер, как и количество украшений, зависели от маны владеющего им сообщества. По-видимому, принципиального разделения на «большие» и «маленькие» фаре не существовало, размер дома в первую очередь зависел от того, сколько в нём жило людей, либо сколько он должен был вмещать: дом одной семьи всегда был меньше дома хапу.
В передней части дома расположено крыльцо-махау (маори mahau), оно всегда смотрит на север или восток; называют две возможные причины для этого: либо так крыльцо всегда располагается на солнечной стороне дома, либо это мешает духам мёртвых войти в дом. Длина крыльца составляет от 10 до 25 процентов длины всего здания. На крыльце не действовало тапу дома, поэтому там можно было принимать пищу.
На всех стенах внутри дома находятся вертикальные резные пилястры, продолжающие стропила; они обычно украшены резьбой. Между пилястрами часто расположены плетёные панели. Изнутри крышу поддерживает один или несколько столбов, на которых изредка вырезают человеческие фигуры.

## История

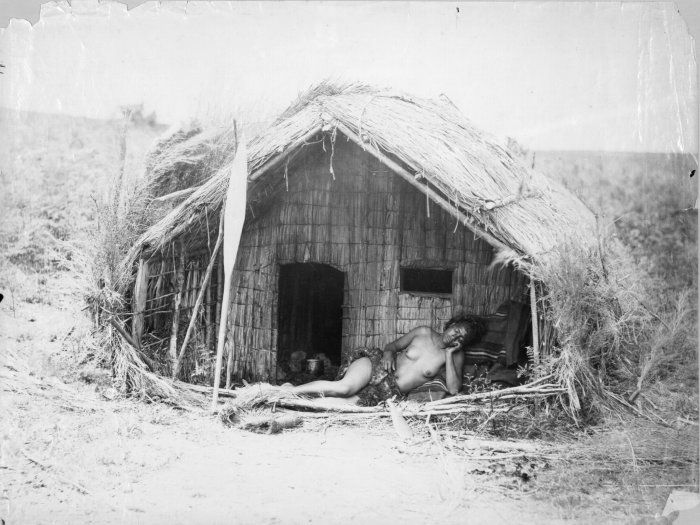
Женщина-маори на крыльце своего дома, 1870-е

Прибыв в холодную по сравнению с остальной Полинезией Новую Зеландию, маори начали строить дома, аналогичные полинезийским квадратным хижинам с очагом в центре, из подручных материалов. Почти сразу же они стали делать в передней части крыльцо, где жители проводили значительное количество времени, беседуя и занимаясь ремеслом.
В 1500-х годах наступил так называемый «золотой век искусства маори», появились спиралевидные орнаменты, которыми, среди прочего, украшали деревянные строения. После встречи с европейцами маори сменили каменные инструменты на более прецизионные металлические, а в XX веке начали использовать и современные материалы: современные дома-фаре строят из бетона и досок, сверху их накрывают металлической кровлей.
Традиционно строительство обязательно велось с соблюдением жёстких требований: отклонение от канонов обязательно обидело бы Землю и принесло бедствия. Поэтому, хотя после европейского контакта архитектура маори претерпела изменения, из-за чего современные строения-фаренуи, покрытые затейливой резьбой, зачастую значительно отличаются от доконтактных зданий, в целом она осталась весьма консервативна. При этом точных описаний доевропейских методов строительства не осталось. Дерево быстро гниёт, поэтому наиболее древние образцы деревянного зодчества извлекают из болот и сухих пещер. Древнейшее сохранившееся строение Новой Зеландии было возведено в XII веке в долине Моикау (регион Ваирарапа); это квадратный в плане деревянный дом размерами 6 × 3,5 м.
С XIX века архитектура начала функционально меняться, фаренуи стали выполнять роль христианских храмов и мест политических дебатов. Появившееся в середине XIX века религиозное движение «рингату» (маори ringatū) переосмыслило фаренуи, их строили размером с христианские храмы, стены расписывали натуралистичными изображениями в противовес абстрактному традиционному искусству. К концу века роль фаренуи стала угасать, так как их место заняли европейские здания, а также ввиду общей потери интереса к культуре маори, но благодаря усилиям Апираны Нгаты резные фаре-факаиро начали появляться снова.
Начавшаяся во второй половине XX века миграция маори в города привела к появлению современных мараэ и фаренуи в крупных населённых пунктах: столице Веллингтоне, Окленде и других местах. Современные архитекторы, имеющие предков-маори, зачастую включают в свою работу черты традиционных зданий. Множество традиционных домов сохранилось в деревне Факареварева, административно входящей в состав города Роторуа.

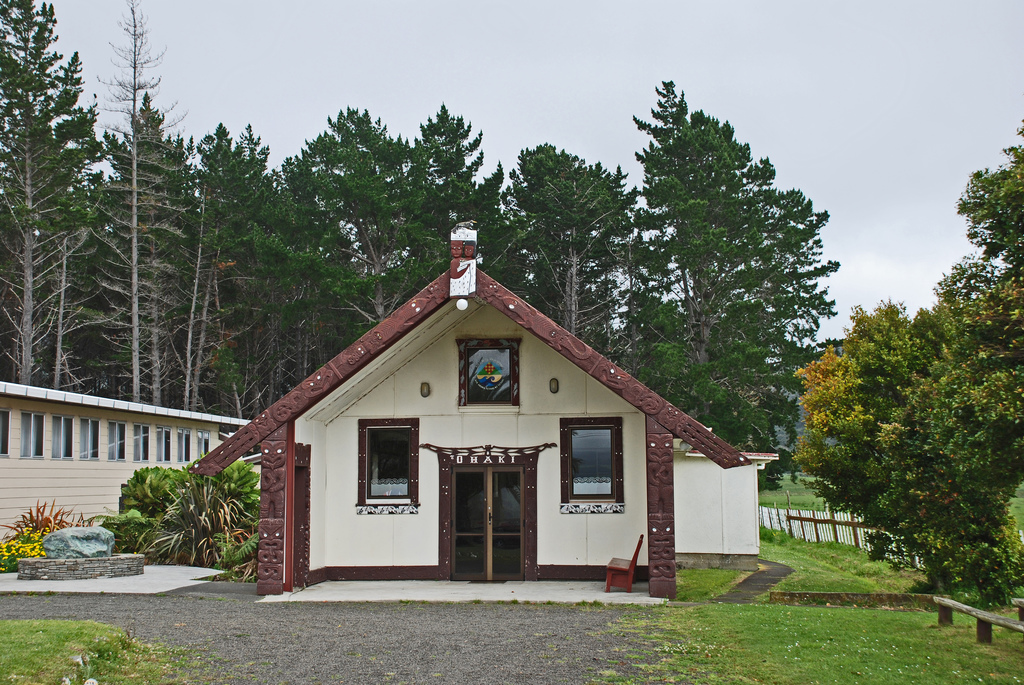
Ахипара[англ.] (север Северного острова)
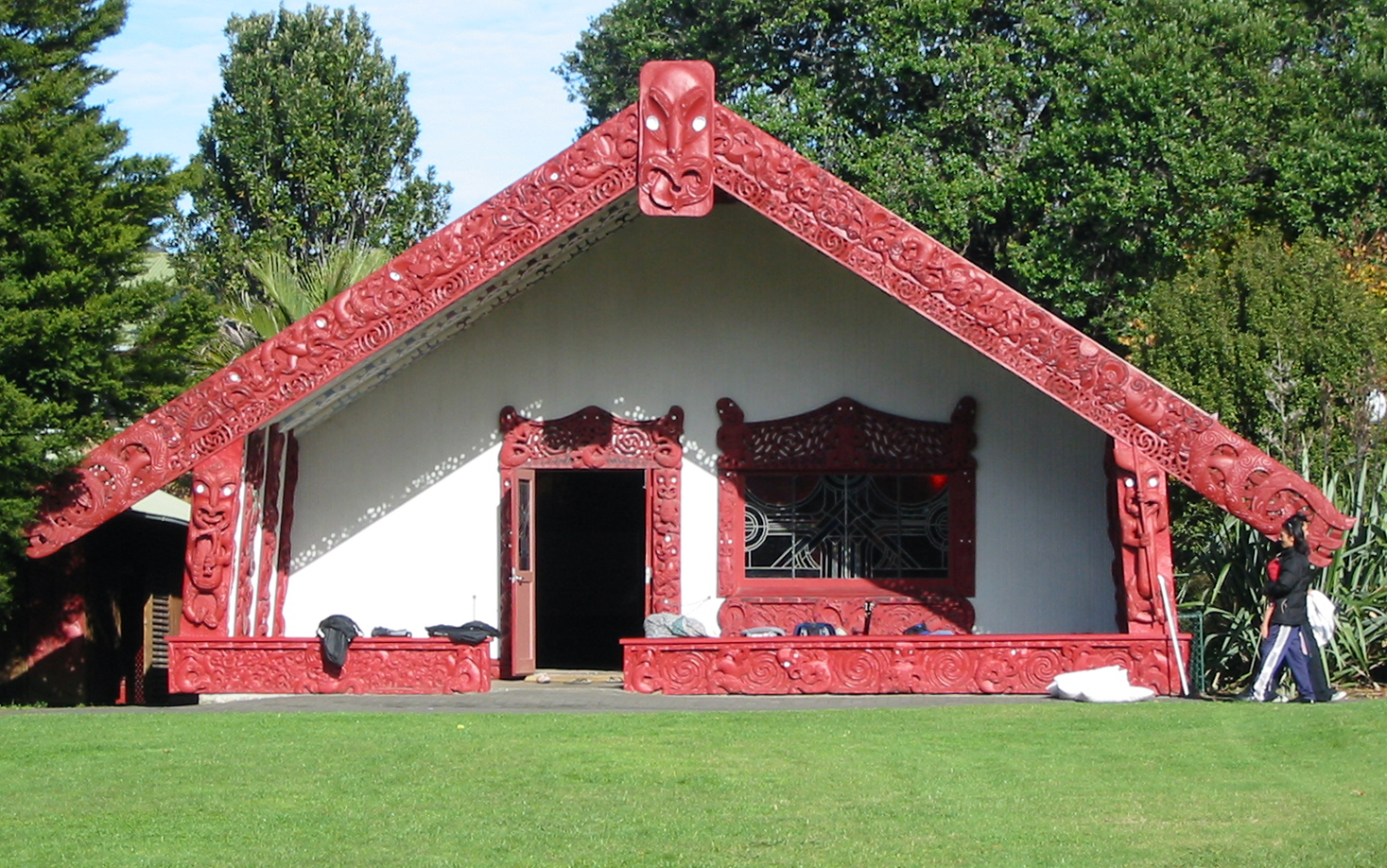
Ваипапа-мараэ (Оклендский университет)
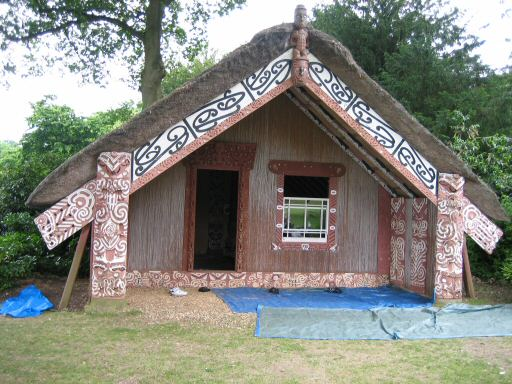
Англия (перевезено из Те Ваироа[англ.])

### Те Хау-ки-Туранга

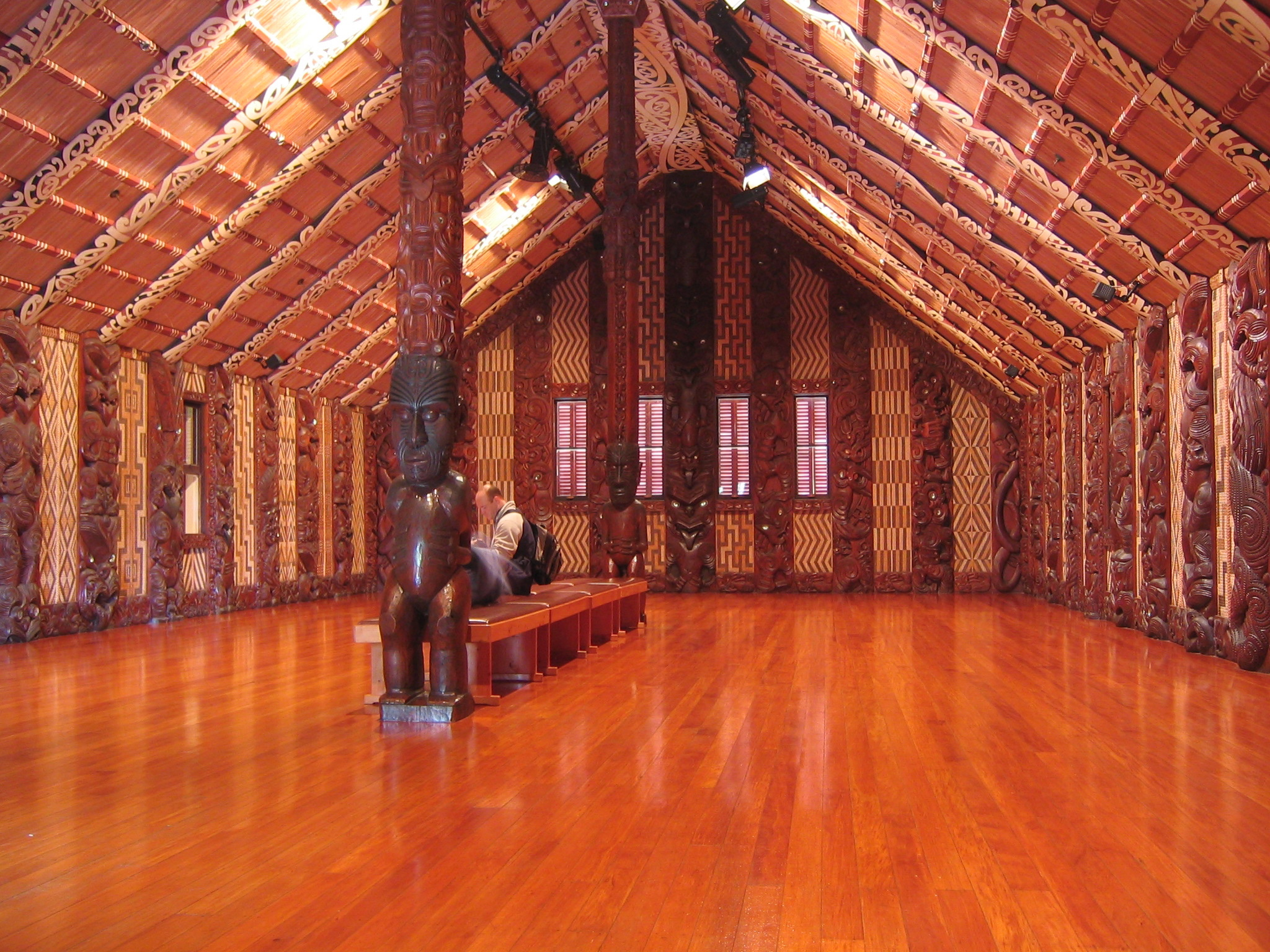
Фаренуи «Те Хау-ки-Туранга», музей Те Папа

Фаренуи «Те Хау-ки-Туранга» (маори Te Hau-ki-Tūranga), выставленный ныне в музее Те Папа, был построен в конце XIX века близ Гисборна. Это старейший сохранившийся резной дом собраний. При строительстве этого здания использовались как традиционные, так и новые техники: резьба выполнена металлическими инструментами, а орнаменты нанесены через трафареты.
В 1867 году «Те Хау-ки-Туранга» был конфискован колониальными властями и с тех пор выставляется в велингтонском историческом музее. Маори безуспешно пытались оспорить решение в судах и вернуть здание, но в XIX веке они потерпели поражение, несмотря на то, что проведённое британскими властями расследование показало, что конфискация здания не имела чётких юридических оснований.
Фаренуи претерпел в 1930-х годах реставрацию под руководством Апираны Нгаты. Нгата восхищался «Те Хау-ки-Турангой» как предметом искусства, но в процессе реставрации намеренно внёс в интерьер изменения, продиктованные его политическими воззрениями и целями.
В XXI веке маори снова подали в суд, и на этот раз выиграли дело. Приговор суда обязывает музей вернуть фаренуи племени в 2017 году.

### Синкретическое христианство

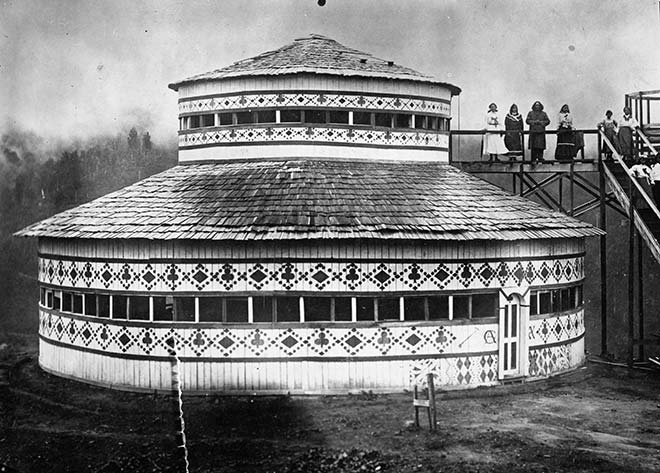
Хиона, дом собраний и храм. 1908

В начале XX века в Новой Зеландии появилось несколько синкретических разновидностей христианства: «рингату», ратана, хаухау и другие. Самопровозглашённый пророк-пацифист Руа Кенана, исповедовавший рингату, вместе с 800—1000 последователями ушёл в глухие леса региона Те Уревера и основал коммуну Маунгапохату (маори Maungapōhatu). Главным строением в поселении был круглый храм Хиона (маори Hīona; маорийское прочтение слова Сион), выполнявший также роль дома собраний и зала для приёма пищи. Хиону украшали символы: синие трефы и жёлтые бубны, он имел два этажа и был построен из дерева, внутри находилось небольшое святилище.
В 1914 году по требованию «пророка» его последователи перешли в более традиционный дом собраний, Хиона стал пустовать и вскоре был снесён, из оставшегося дерева Кенана возвёл себе новый фаренуи в километре от старого.

## Терминология
Части домов-фаре, фарепуни и фаренуи соотносили с частями тела людей (обычно предков), для их именования используются слова типа «голова», «руки», «пальцы», «рёбра» и так далее. Жилые здания маори имеют следующие части:
- коруру (маори kōruru) — лицо предка, венчающее крышу,
- текотеко (маори tekoteko) — фигура предка, стоящая на коруру,
- махау (маори mahau) — крыльцо,
- паэпаэ (маори paepae) — горизонтальная ограда перед входом,
- роро (маори roro) — «мозг», передняя часть дома, одна из частей махау,
- маихи (маори maihi) — «руки», две лобовые доски, приделанные к фронтонному карнизу,
- рапарапа (маори raparapa) — «пальцы», концы маихи,
- матаахо (маори mataaho) — окно,
- похо (маори poho) — «грудь», внутренняя часть фаре,
- корупе (маори kōrupe) — притолока над окном,
- факаваэ (маори whakawae) — боковые наличники,
- поупоу (маори poupou) — вертикальные деревянные пилястры, часто резные,
- тукутуку (маори tukutuku) — плетёные панели,
- хеке (маори heke) — стропила, обычно украшены разноцветными орнаментами кофаифаи (маори kowhaiwhai),
- туаронго (маори tuarongo) — задняя стена,
- поу (маори pou) — столбы:
  - поу муа (маори pou mua) — столб, выходящий из передней части крыши и опирающийся на паэпаэ,
  - поу таху (маори pou tāhū ) — передний столб внутри мараэ,
  - поу токоманава (маори pou tokomanawa ) — центральный столб,
  - поу туаронго (маори pou tuarongo) — столб у задней стены мараэ.

Внешние части фаренуи
Крыльцо фаренуи

## Строительство

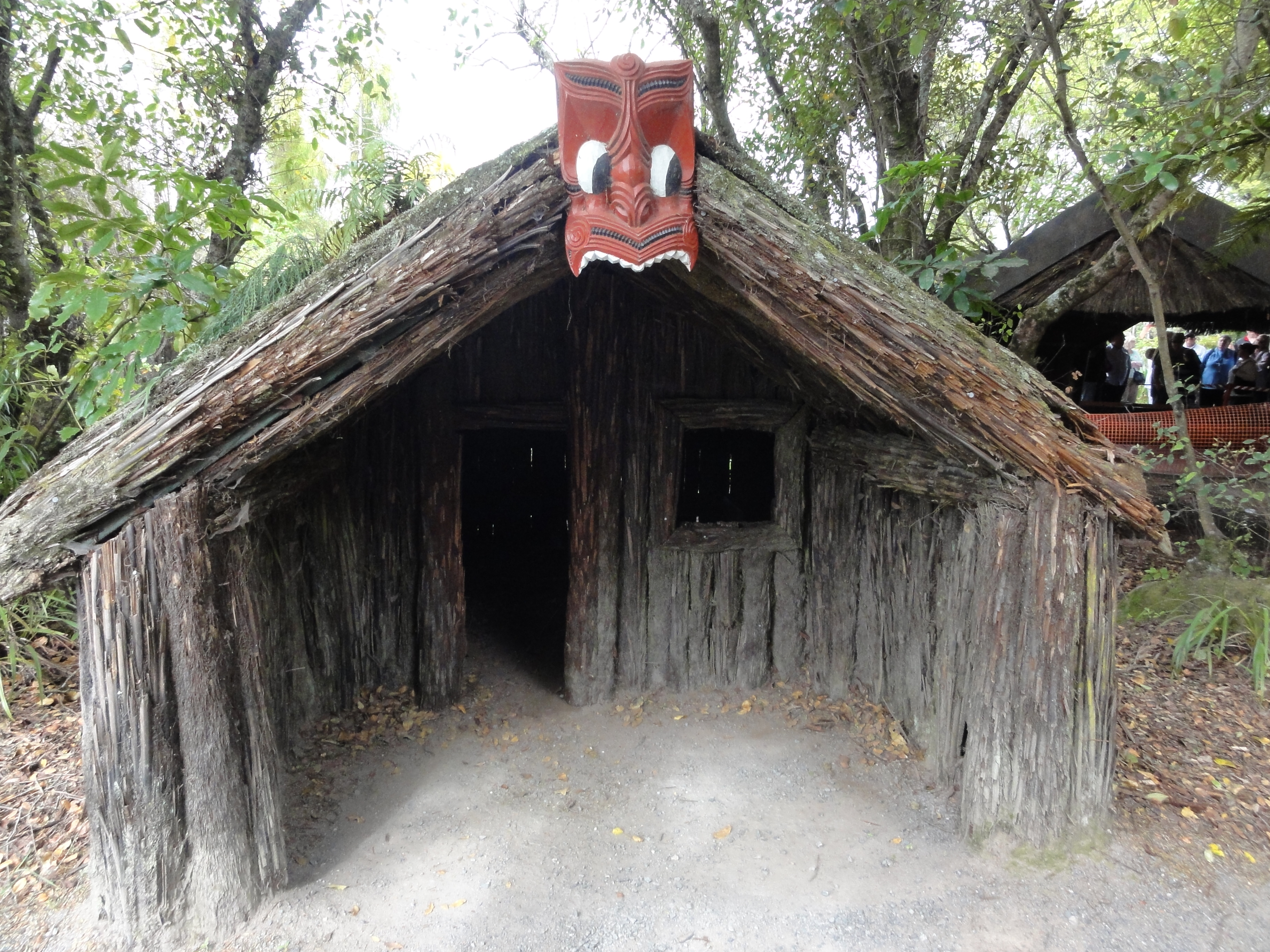
Хижина из стволов древовидных папоротников

В отсутствие металла (а соответственно и гвоздей) для строительства использовались: лес для поддерживающих крышу столбов, коньковых брусьев и стен (последние также делали из стволов древовидных папоротников); тёс, покрытый камышом, древесной корой и злаковыми растениями рода Austroderia для кровли; на внутренние стены шёл местный камыш. Строительство было дифференцировано по полу: тукутуку (плетёные панели, разделяющие поупоу) и кофаифаи (раскрашенные панели с бело-красно-чёрными орнаментами) делали женщины, резьбой занимались мужчины.